# Eckstein (Zigarettenmarke)
| Eckstein No. 5 (ohne Filter)                                                       | Eckstein No. 5 (ohne Filter) |
| ---------------------------------------------------------------------------------- | ---------------------------- |
| Kondensat/Teer:                                                                    | 10 mg                        |
| Nikotin:                                                                           | 0,9 mg                       |
| Kohlenmonoxid:                                                                     | 6 mg                         |
| Tabakzusatzstoffe:                                                                 | Wasser, Stickstoff           |
| Stand: Die Angaben gelten für die auf dem deutschen Markt erhältlichen Zigaretten. |                              |

Eckstein No. 5 war vor ihrer Einstellung 2015 die älteste damals noch existente deutsche Zigarettenmarke. 

## Geschichte
Zigaretten dieser Marke wurden seit 1854 von dem Göttinger Tabakmanufakturisten Meyer Abraham Eckstein  hergestellt. Dessen Sohn Nathan verlegte 1891 die Fertigung von Göttingen nach Dresden. Die Firma A. M. Eckstein & Söhne fusionierte 1929 mit der Breslauer Zigarettenfirma Halpaus zur Eckstein-Halpaus, die noch im selben Jahr von der Kölner Zigarettenfirma Haus Neuerburg übernommen wurde. Diese wiederum fusionierte nach einer bereits 1928 begonnenen Kooperation 1935 mit der Hamburger Firma Reemtsma, die die Markenrechte bis heute hält. Im August 2015 wurde die Marke eingestellt.
Eckstein-Zigaretten waren stets ungefiltert. Der auf der Rückseite einer jeden Packung aufgedruckte Slogan lautet: „Echt und recht“, die auf der Packungsseite befindliche Produktcharakteristik des Herstellers: „Feiner Tabak. Durch und durch würzig. Ohne Filter ein ehrlicher Genuß.“

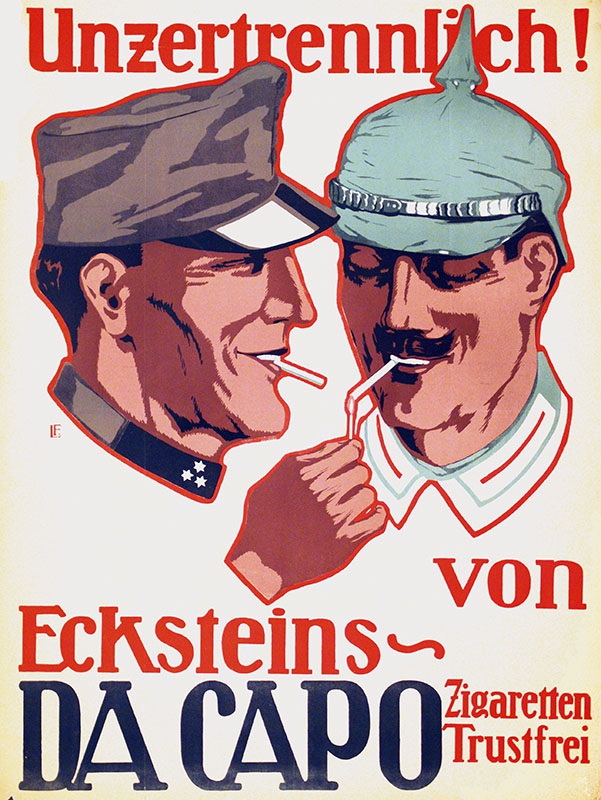
Werbeplakat, Eckstein Da Capo, Erster Weltkrieg

Neben anderen Erzeugnissen gehörte bis in die 1930er Jahre zur Produktpalette der Fa. Eckstein auch die Zigarettenmarke Da Capo, von der es ein sehr bekanntes Werbeplakat aus der Zeit des Ersten Weltkrieges gibt.